# 李敏 (創作人)
李敏（1966年12月18日—）原名李敏儀，香港女歌手、導演、作家、作詞人、編劇、DJ、主持人、跨媒體創作人等。香港大學心理學碩士，香港中文大學新亞書院新聞及傳播學系學士。曾擔任香港華納唱片公司創作總監，創作包括50本小說、11本散文、超過483首中文歌詞、28個電影劇本、8個「口述影像」電影劇本，報紙雜誌專欄。

## 背景
李敏畢業於香港著名女子中學嘉諾撒聖方濟各書院。她之後1985年進入香港中文大學，本來主修哲學，於1986年轉系至新聞、副修哲學，屬新亞書院的學生，當時已於《星島日報》撰寫專欄。
1987年與劉文娟合組成歌唱組合夢劇院，並開始填詞，第一首作品是1988年的《彩色相對論》，獲商業電台叱吒樂壇新力軍組合金獎、香港電台最有前途新人獎銅獎。1989年在中大畢業。1990年李敏赴加拿大修讀電影，導致夢劇院解散，幾年後回港參與電影工作，並向填詞方向發展。1996年憑《和平飯店》主題曲「完全因你」獲香港電影金像獎最佳電影主題曲獎。
1993年開始參與電影編劇工作，曾參與的電影劇本包括《喜劇之王》、《呆佬拜壽》、《愛情敏感地帶》、《嫁個有錢人》、《大丈夫》、《師奶唔易做》、《長江7號愛地球》、《葉問前傳》、《葉問終極一戰》、《雛妓》、《拆彈專家》、《原諒他77次》、《掃毒2》、《感動她77次》、《拆彈專家2》等。憑《大丈夫》獲中國華語電影傳媒大獎、香港金紫荊獎、台灣金馬獎提名最佳編劇。
1995年成為全職作家，現時散文、小說作品，合共超過60本，在兩岸三地均有出版。並曾為商業電台及香港電台主持多個電台節目，亦為香港電台主持電視節目。
李敏與經理人李進結婚後，育有兩個女兒：長女李賞、幼女李悅。
李敏也開拓其偵探小說市場，於2004年推出《女法醫宋雨日》，為華文地區首本女法醫小說系列。
2001年8月参加香港亞洲電視《百萬富翁》特別版《少林足球百萬富翁慈善夜》，與周星馳搭檔贏得100萬港元，捐贈瑪麗醫院。
2006年與阿圖說力及海燕推出歷奇小說《神秘谷》系列，深受各年齡層讀者歡迎，香港才子陶傑先生曾評價《神秘谷》：「想像力絢爛，妙趣橫生。為大小朋友開啟了一個通識的奇幻魔櫥！」在2007年3月舉辦首次「讀書簽名會」，正計劃到全港中小學巡迴舉行「寫意朗閱」分享會。
為讓視障人士分享電影的樂趣，李敏參與口述影像 (Audio Description) 劇本撰寫與口述錄音，製作了《少林足球》、《猛龍過江》、《葉問：終極一戰》和《危城》等「口述影像」版本。
2019年首次執導電影《給我1天》，改編自她的原創小說。
2021年，李敏擔任無綫電視電視劇《青春本我》總導演及編審，並為該劇多首歌曲參與填詞。《青春本我》榮獲2022年紐約電視電影節中娛樂節目兒童/青少年節目組別銅獎。
李敏填詞作品合共483首，填詞對象從組合夢劇院和樂壇大師梅艷芳、劉雅麗、譚詠麟、黎明、李克勤、張學友、葉蒨文、劉德華、謝霆鋒、容祖兒和詹天文，以致新晉歌手許廷鏗、吳若希、鍾柔美、姚焯菲、冼靖峰和林君蓮等。

## 小說作品
- 《神秘谷 I - 樹屋的秘密》人間社，2006年，ISBN 9789629507480
- 《神秘谷 II - 斷崖的騎士》人間社，2007年，ISBN 9789629507503
- 《神秘谷 III - 白巫的夢囈》人間社，2007年，ISBN 9789629507527
- 《神秘谷 IV - 黑石的暗語》人間社，2008年，ISBN 9789629507534
- 《神秘谷 V - 宿敵的詭計》人間社，2009年，ISBN 9789629507565
- 《神秘谷 VI - 死亡的魔箱》人間社，2010年，ISBN 9799629507572
- 《神秘谷 VII - 空中的花園》人間社，2011年，ISBN 9789629507589
- 《神秘谷 VIII - 分岔的宇宙》人間社，2012年，ISBN 9789629507596
- 《神秘谷 IX -  平衡的時空》人間社，2013年，ISBN 9789629507619
- 《神秘谷 X - 終極的魔法》人間社，2014年，ISBN 9789629507626

- 《女法醫宋雨日 001 - 死亡字母》人間社，2004年，ISBN 9789629507398
- 《女法醫宋雨日 002 - 黑夜女巫》人間社，2005年，ISBN 9789629507442
- 《女法醫宋雨日 003 - 週三先生》人間社，2006年，ISBN 9789629507497
- 《女法醫宋雨日 004 - 給李麗絲》人間社，2008年，ISBN 9789629507510
- 《女法醫宋雨日 005 - 紅色天堂》(寫作中)

- 《太陽溶化了他那雙蠟造的翅膀》——愛情小說
- 《交換禮物》——愛情小說
- 《有沒有見過雪？》——愛情小說
- 《李想化蝴蝶》——散文
- 《秘密花園》——愛情小說
- 《連線到天使的心》——愛情小說
- 《我是一條比目魚》——散文
- 《分手前最後一句話》——愛情小說
- 《愛情敏感地帶 I》——愛情小說
- 《愛情敏感地帶 II》——愛情小說
- 《愛情敏感地帶 III》——愛情小說
- 《愛情敏感地帶 IV》——愛情小說
- 《我在太空船的日子》——散文
- 《紅酒的眼淚》——愛情小說
- 《第一夫人》——愛情小說
- 《兩個感情的休止符》——愛情小說
- 《38℃的被窩》——愛情小說
- 《毋忘我的電話號碼》——散文
- 《結婚 · 花 · 車》——愛情小說
- 《沒有運氣的天使》——散文
- 《新男友的謊言》——愛情小說
- 《你給我的喜怒哀樂》——愛情小說
- 《我給你的春夏秋冬》——愛情小說
- 《浮在你起伏的情緒上》——散文
- 《港島之戀》——愛情小說
- 《日記的三個主人》——愛情小說
- 《美麗人生》——散文
- 《全自動星夜》——愛情小說
- 《遺失記憶的守護天使 + 阿李媽媽》——愛情小說 + 散文
- 《未拆開的禮物》——愛情小說
- 《往天鵝湖的方向走》——散文
- 《關於您的緋聞》——愛情小說
- 《當為什麼愛上因為》——散文
- 《王子愛灰姑娘甚麼？》——散文
- 《慘烈的羅密歐與茱麗葉》——散文
- 《年尾結婚》——愛情小說
- 《原諒他 77 次》(77 Heartbreaks) --愛情小說
- 《給我1天》 --愛情小說
- 《感動她 77 次》 --愛情小說

- 《兇手還未睡》人間社，2015年，ISBN 9789629507633
- 《靈2:魔裔》人間社，2012年，ISBN 9789629507602
- 《靈－夢魔》人間社，2009年，ISBN 9789629507541
- 《女生宿舍@探偵學院 I》人間社，2004年，ISBN 9789629507411
- 《女生宿舍@偵探學院 II》人間社，2004年，ISBN 9789629507428
- 《女生宿舍@探偵學院 III》人間社，2004年，ISBN 9789629507435
- 《惡魔之餐桌》人間社，2003年，ISBN 9789629507374
- 《意外有罪》人間社，2003年，ISBN 9789629507336

- 《公開秘密》人間社
- 《公開秘笈》人間社，2001年，ISBN 9789629507237

- 《moonmoon 捉住天上的月亮》人間社，2003年，ISBN 9789629507350
- 《Sister Moon 奔月》人間社，2005年，ISBN 9789629507466
- 《花樂的秘密-搔癢魔術琴》

- 《生命裝修期》

## 填詞作品

### 1988年（21首）
- 阮兆祥 - 熱窩中的螞蟻
- 夢劇院 - 飄去夏天
- 夢劇院 - 四分三日
- 夢劇院 - 真相
- 夢劇院 - 完美的神話
- 夢劇院 - 夢遊記
- 夢劇院 - 又再遇
- 夢劇院 - 生日的願望
- 夢劇院 - 黑色催眠曲（原曲：Copy-right 的 Hypnotized）
- 夢劇院 - 了
- 夢劇院 - 彩色相對論
- 夢劇院 - 遍霧遍雨
- 夢劇院 - 不想化粧
- 夢劇院 - 成人童話
- 夢劇院 - 無題
- 夢劇院 - 冰河時期
- 夢劇院 - 窗外
- 夢劇院 - 停車暫借問
- 夢劇院 - 不是愛情故事
- 夢劇院 - 無聲的風鈴
- 夢劇院 - 囚

### 1989年（17首）
- 楊淑貞 - 問誰（與劉卓輝合填）
- 阮兆祥 - 俏皮扮嘢貓
- 阮兆祥、彭　羚 - 我心深處（與劉文娟合填）
- 夢劇院 - 黃昏的誘惑
- 夢劇院 - 聽雪的歌
- 夢劇院 - 異鄉人
- 夢劇院 - 六八年的戀曲
- 夢劇院 - 天生一對 （與劉文娟合唱）
- 夢劇院 - 夢中見
- 夢劇院 - 離開校園的路上
- 夢劇院 - 狐狸先生的尾巴
- 夢劇院 - 你可以步近一點
- 夢劇院 - 全自動星夜
- 夢劇院 - 我是藍鳥
- 夢劇院 - 我問我笑
- 夢劇院 - 屋
- 夢劇院 - 人間啟示

### 1990年（2首）
- 彭　羚 - 別介懷
- 夢劇院 - 紅橙黃綠青藍紫

### 1991年（2首）
- 彭　羚 - 為你傾心
- 彭　羚 - 彷彿是初戀

### 1992年（2首）
- 彭　羚 - 只想你的愛
- 彭　羚 - 刪除了的戀愛檔案

### 1993年（4首）
- 許志安 - 愛在一程車的時間
- 陸家俊 - 可不可能
- 彭　羚 - 奔向你
- 彭　羚 - 若然是願意

### 1994年（45首）
- 王馨平 - 勝利的姿態
- 李蕙敏 - This Is Love
- 李蕙敏 - 不要一晚的歡喜
- 李蕙敏 - 說愛便愛一生（與李蕙敏合填）
- 李蕙敏 - 不再獨行
- 李蕙敏 - 真心
- 李蕙敏 - 一生我和你（與李蕙敏合填）
- 李蕙敏 - 緣盡於此
- 周慧敏 - 紅葉落索的時候……
- 張立基 - 掉眼淚
- 張崇基、張崇德 - 赤道北邊之戀
- 張崇基、張崇德 - 夢幻舞衣
- 張崇基、張崇德 - 讓我一生擁有妳
- 曹永廉、劉文娟 - 又記起
- 曹永廉 - 情深款款
- 曹永廉 - 我知我不該
- 曹永廉 - 找到美夢
- 曹永廉 - 可否獻一個吻
- 曹永廉 - 三分廿八秒的愛情故事
- 曹永廉 - 一九三七的感覺
- 梁漢文 - 即使傷心又如何
- 梁漢文 - 不可多得的愛
- 梁漢文 - 經典之吻
- 許志安 - 別再等
- 許志安 - 霓紅光管高高掛
- 許志安 - 終於再可一起
- 陳雅倫 - 只喜歡一個人
- 陳雅倫 - 心散
- 陳雅倫] - 如果有天遇上
- 彭家麗 - 戀愛出賣
- 彭家麗 - 遠走高飛
- 彭　羚 - 深宵至破曉
- 湯寶如 - 我信明天不下雨
- 劉小慧 - 分手不須再流淚
- 劉小慧 - 算甚麼態度
- 劉小慧 - 心靈相通
- 鄭秀文 - 可否一生記住我
- 鄭秀文 - 給最傷心的人
- 鄭秀文 - 達文西的情人
- 鄭秀文 - 給母親
- 鄭秀文 - 情感障礙賽
- 黎瑞恩 - 愛情
- 羅　霖、鄧浩光 - 鳳凰傳說
- 譚詠麟 - 一心一意
- 蘇永康 - 看海的日子

### 1995年（90首）
- 王真顏 - 妳給我春天的感覺
- 尹麗玉 - 我對你欣賞
- 何超儀 - 108粒珍珠
- 吳倩蓮 - 他在笑（與谷德昭合填）
- 李克勤 - 難以解釋
- 李克勤 - 獨自神傷
- 李國祥 - 為未來療傷
- 李樂詩 - 失戀於戈壁沙漠
- 李蕙敏 - 心情亂了點
- 李蕙敏 - 落霞
- 李蕙敏 - 愛情是玫瑰的氣味
- 李蕙敏 - 改邪歸正
- 李蕙敏 - 我是被告
- 李蕙敏 - 秘密
- 李蕙敏 - 快樂加冰
- 李蕙敏 - 大勢所趨
- 李蕙敏 - 世紀之吻
- 金城武 - 陽光情人
- 金城武 - 我不想哭泣
- 邰正宵 - 火燙的夢
- 孫耀威 - 愛的故事（下集）－但願他珍惜妳
- 孫耀威 - 搖搖盪
- 孫耀威 - 如果變成一對
- 唐韋琪 - 朋友
- 草　蜢 - 無止境的掛牽
- 馬怡靜 - 有緣能遇上
- 張玉珊 - 想得太痴
- 張玉珊 - 快樂是必需
- 張玉珊、范振鋒 - 有心
- 張智霖 - 一笑置之
- 張崇德 - 我不怕
- 張學友 - 多麼的需要你
- 梁漢文 - 女人用水造
- 梁漢文 - 如有雷同
- 梁漢文 - TV啟示錄
- 梁漢文 - 心急
- 梁漢文 - 陪你一生
- 梁漢文 - 遺憾
- 梁漢文 - 傷了三個心
- 曹永廉 - 唯一的女神
- 曹永廉 - 情罪
- 曹永廉 - 分手的藉口
- 曹永廉、李　敏 - 此刻就是永恆
- 許志安 - 用愛造世界
- 許志安 - To The Top
- 許志安 - 荒廢的樂園
- 許志安 - 愛情折舊率（與谷德昭合填）
- 許秋怡 - 愛情閉幕
- 郭晉安 - 難以啟齒
- 郭晉安 - 想說的未說一句
- 陳　奕 - 許個願
- 陳浩民 - 完全自我手冊
- 陳浩民 - 相識太遲
- 陳慧嫻 - 你喜歡我甚麼
- 陳慧嫻 - 愛是空氣
- 彭　羚 - 不知不覺愛上你
- 彭　羚 - 音樂盒
- 彭　羚 - 只想得到愛
- 彭　羚 - 愛多年
- 彭　羚 - 完全因你
- 楊千嬅 - 有你在愛我
- 趙學而 - 每隔兩秒
- 趙學而 - 愛你未是時候
- 劉小慧 - 刻骨銘心
- 劉小慧 - 錯了一次又一次
- 劉雅麗 - 我給你的喜怒哀樂
- 潘美辰 - 我害怕
- 潘美辰 - 理智一點
- 滕麗名 - 魔法咕嚕咕嚕
- 滕麗名 - 齊來動腦筋
- 鄭伊健 - 遠距離、近距離
- 鄭秀文 - 獨個在傷感的角落
- 鄭秀文 - 愛的極品
- 鄭秀文 - 女人不再幼稚
- 鄭秀文 - 再見
- 鄭秀文 - Tequila一杯
- 鄭秀文 - 滴著眼淚
- 鄭秀文 - 世界還未末日
- 鄭嘉穎 - 不枉此生
- 鄭嘉穎 - 只愛你
- 黎明 - 最真一吻
- 黎瑞恩 - 你是我生命中一切
- 戴恩玲 - 愛心一百次
- 羅敏莊 - 回憶是什麼顏色
- 譚詠麟 - 瘋狂一夜
- 譚詠麟 - 情中情戲中戲
- 蘇永康 - 絕情
- 蘇永康 - 難及妳完美
- 蘇永康 - 我不喜歡打領呔
- 蘇有朋 - 倦了

### 1996年（74首）
- 王馨平 - Sexy Ghost
- 王馨平 - 再沒有愛情
- 李克勤 - 太幼稚
- 李沁怡 - 你叫甚麼名字
- 伍詠薇 - 信不信由你
- 伍詠薇 - 密實姑娘
- 呂　方 - 愛得真 愛得深
- 呂　珊 - 暴雨正來臨
- 呂　珊 - 長途的愛情
- 巫　奇 - 行李箱中的記憶
- 李中希 - 分手了
- 李中希 - 由我失戀那天
- 李中希 - 清清楚楚
- 李中希 - 無奈妳最愛自己
- 李中希 - 情敵
- 李樂詩 - 放鬆
- 李樂詩 - 害怕寂寞
- 李樂詩 - 冰凍的痛
- 李樂詩 - 別躲避
- 李蕙敏 - 驚天動地
- 李蕙敏 - 特別嗜好
- 李蕙敏 - 別令我失眠
- 李蕙敏 - 魔術
- 周慧敏 - 稀客
- 邰正宵 - 真自由
- 邰正宵 - 不想知道
- 草　蜢 - 我只懂愛著你
- 張信哲 - 朋友祝福
- 張信哲 - 感謝您
- 張信哲 - 時差
- 張崇基、張崇德 - 誰能只愛一個人
- 張學友、黎明、周慧敏、曾仕賢、邰正宵、麥子傑、陳潔儀、松田聖子 - See The Sunshine
- 曹永廉 - 妳使我欣賞自己
- 曹永廉 - 不惜一切
- 曹永廉 - 妳故意使我難過
- 曹永廉 - 喜歡妳，喜歡妳
- 曹永廉 - 重拾舊歡
- 梁漢文 - 失戀一萬次
- 梁漢文 - 我錯
- 許志安 - 是不是錯覺
- 郭富城 - 離場
- 陳奕迅 - 我怕你不肯
- 彭　羚 - 熱吻地帶
- 彭　羚 - 別想念我
- 曾仕賢 - 情深一往
- 楊千嬅 - 愛戀中也有自我
- 葉蒨文 - 其實你知
- 葉蒨文、李偉菘 - 在我身旁
- 趙學而 -  浪漫就是...
- 趙學而 - 永遠懷念你
- 趙學而 - 第三個願望
- 劉雅麗 - 一切交給你
- 劉雅麗 - 我會等待你
- 劉德華 - 倒轉地球
- 劉德華 - 寂寞(但你不知)
- 蔣卓樂 - 你不必因分手而內疚
- 蔣卓樂 - 小心！心易碎
- 蔣卓樂 - 偷一份感情
- 蔣卓樂 - 難說再見
- 蔡安蕎 - 惟有我
- 蔡安蕎 - 捉不到的愛
- 鄭秀文 - X派對
- 鄭秀文 - 濃情
- 鄭秀文 - 默契
- 鄭秀文 - 不想性感
- 鄭秀文 - 放不低
- 鄭伊健、譚小環 - 如果天空要下雨
- 黎瑞恩 - 親恩
- 黎瑞恩 - 繼續、繼續、繼續
- 譚耀文 - 死心塌地
- 譚耀文 - 香水、空氣
- 蘇慧倫 - 難以開口
- 蘇永康 - 這叫甚麼態度?
- 蘇永康 - 壞女人
- 顏聯武 - 執著

### 1997年（67首）
- 呂　方 - 皇帝女唔憂嫁
- 何韻詩 - 小丸子的心事
- 李克勤 - 咒語
- 李克勤 - 滿足
- 李克勤 - 關燈之前
- 李克勤 - 傘兵
- 李偉菘 - 我終於傷心夠
- 沈　魚 - 你好
- 沈　魚 - 夢想
- 姚琇齡 - 婚紗構思
- 姚琇齡 - 我不是雙魚座
- 紀炎炎 - 夢到你
- 紀炎炎 - 今天的報紙
- 紀炎炎 - 原來我可以
- 紀炎炎 - 黑超人
- 胡諾言 - 愛誰
- 翁　虹 - 愛是那麼殘忍
- 馬浚偉 - 不應該發生
- 張智霖 - 我也喜歡你
- 張智霖 - 別要我放棄
- 梁漢文 - 待續
- 郭子言 - 太易愛上別人
- 許志安 - 自私
- 許志安 - 未痛夠
- 許茹芸 - 留低鎖匙
- 郭富城、鄭秀文 - 十個太陽
- 陳慧琳 - 講不出口
- 陳曉東 - 三個字
- 黃浩詩 - 請通知
- 黃浩詩 - 愛不簡單
- 楊千嬅 - 字跡
- 楊采妮 - 奇遇
- 楊采妮 - 愛過多少女人
- 楊采妮 - 玻坡摸佛
- 楊采妮 - 陪伴我
- 葉蒨文 - 蒨意
- 葉蒨文 - 紫色
- 趙學而 - 想見你
- 趙學而 - 終於可結束
- 趙學而 - Take 2
- 趙學而 - 有效日期
- 趙學而 - 反對派
- 蔡立兒 - 男人眼淚
- 蔡濟文 - 我做錯什麼
- 鄭中基、陳慧琳 - 我想（I Wanna Stay）
- 鄭秀文 - 不過…
- 鄭秀文 - 星「秀」傳說（Everyone is a Superstar）
- 鄭秀文 - 表演時間
- 鄭秀文 - 隔著玻璃
- 鄭秀文 - 纏綿
- 黎瑞恩 - 認真
- 黎瑞恩 - 自卑
- 黎　駿 - 十萬八千種鮮花
- 謝霆鋒 - 壞習慣
- 謝霆鋒 - 萬誘引力
- 謝霆鋒 - 回憶是後鏡裡的公路
- 謝霆鋒 - 無聲仿有聲
- 謝霆鋒 - 不要刻意改變
- 譚小環 - 換季
- 譚小環 - 我要自主
- 譚小環 - 人的心
- 譚耀文 - Close To Your Heart
- 譚耀文 - 男人的肋骨
- 譚耀文 - Say Goodbye
- 蘇永康 - 一想妳便醉
- 蘇永康 - 女人感性
- 蘇永康 - 多給妳一點

### 1998年（32首）
- SISTERS - 理性與感性（與張美賢合填）
- T & T - 含淚的玫瑰
- 古巨基 - 我沒有戀愛
- 何嘉莉 - My Dreams
- 何嘉莉 - 假設問題
- 呂　方 - 太認真
- 呂　方 - 配你不起
- 李蕙敏 - 沒完沒了
- 胡諾言 - 戀愛是「二人前」
- 梁詠琪 - 浪費時間
- 許美靜 - 寧願做夢
- 許美靜 - 蠢女人
- 許美靜 - 我到底要什麼
- 許美靜 - 遊戲
- 彭　羚 - 只當是個夢
- 湯寶如 - 法國香水樽
- 楊千嬅 - 讓我飛
- 葉佩雯 - In Your Arms
- 葉佩雯 - 給我空間
- 葉佩雯 - 蘭桂芳的傾斜度
- 葉蒨文 - 繫我心弦
- 熊天平 - 不再想太多
- 鄭秀文 - 戰俘
- 鄭秀文 - 祝你快樂
- 謝霆鋒 - 天空這麼大
- 謝霆鋒 - 活火山
- 譚小環 - 突然想起你
- 譚小環 - 不得了
- 譚耀文 - 悠長假期
- 譚耀文 - 運氣
- 譚耀文 - 人生中
- 譚耀文、蔣卓樂 - 只得一個可能

### 1999年（27首）
- 何嘉莉 - 迷失方向
- 何嘉莉 - 為何你這麼喜歡我
- 李蕙敏 - 過敏
- 李蕙敏、陳百祥 - 伴你飛
- 沈殿霞、謝霆鋒、洪天明、吳家樂 - 開心早午晚
- 范文芳 - 逛街（廣東版）
- 胡諾言 - 今天最後一班機
- 胡諾言 - :)=空氣（微笑=空氣）
- 容祖兒 - 未知
- 容祖兒 - 逃避你
- 張柏芝 - 任何天氣
- 張柏芝 - 一直掛念
- 張柏芝 - 終止的開始
- 梅艷芳 - 悠然自得
- 莫文蔚 - The Way You Make Me Feel
- 莫文蔚 - 戀一世的愛
- 葉佩雯 - Wonderful World
- 葉佩雯 - RPG（角色扮演遊戲）
- 葉佩雯 - Can you celebrate?
- 葉佩雯 - Heart Beat（講再見）
- 蔡少芬 - 其實我很簡單
- 熊天平 - 失戀第五天
- 謝霆鋒 - 估計錯誤
- 羅　文 - 甜酸苦辣
- 羅嘉良 - 創造晴天
- 羅嘉良 - 准我留下
- 羅嘉良 - 未明白女人

### 2000年（41首）
- VRF - Why didn't you?
- 小　雪 - 秘密情人
- 王　傑 - 又愛孤獨又愛你
- 王　傑 - 我感到疲倦
- 王　傑 - 何謂情深
- 王　傑 - 陪我做夢
- 王　傑 - 不要再問我
- 王　傑 - Hello
- 王　傑 - 明知痛苦
- 王　傑 - 我等你
- 王　傑 - 最好
- 李克勤 - Tears Went Dry
- 李樂詩 - 跟我歸家去
- 李蕙敏 - 救救某某
- 車婉婉 - 他懂得自私
- 容祖兒 - 不容錯失
- 容祖兒 - 最新消息
- 容祖兒 - 你是我堅強的唯一理由
- 袁彩雲 - 乖乖歌
- 張家輝 - 假的希望
- 張家輝 - 讓我走
- 張家輝 - 離不開
- 張家輝、林家棟、魏駿傑、歐陽震華、關詠荷、陳松伶、翁虹、文頌嫻 - 君子好逑
- 陳冠希 - 甜品
- 陳奕迅 - 到此一遊
- 陳曉東 - 黑色領帶
- 焦　媛 - 偷走的眼淚
- 葉佩雯 - 李偉大
- 葉佩雯 - 我不相信
- 葉佩雯 - 我好嗎
- 葉佩雯 - 敏感地帶
- 葉佩雯 - 全新體驗
- 葉佩雯、容祖兒、何嘉莉、陳奕迅 - 真正本色
- 趙學而 - 愛上兩個人
- 謝霆鋒 - 欺騙觀眾
- 謝霆鋒 - 不需要安慰
- 羅嘉良 - 純屬意外
- 羅嘉良 - 耐人尋味
- 羅嘉良 - 天地有情
- 羅嘉良 - 愛我另一半

### 2001年（17首）
- VRF - 設計對白
- 容祖兒 - 你說得對
- 容祖兒 - 愛している
- 恭碩良 - Missing You
- 張家輝 - 體溫
- 張德豪 - 讓我感動你
- 張學友 - 慶幸
- 許志安 - 應該怎反應
- 郭富城 - 美麗戰友
- 陳冠希 - 請早說
- 葉佩雯 - I'll find you
- 歐倩怡 - 咖啡與糖
- 歐倩怡 - 為誰哭泣
- 鄭秀文 - 沒有運氣的天使
- 鄭秀文 - 幻滅時間
- 譚詠麟 - 愛我多一點
- 蘇永康 - 天氣反常

### 2002年（7首）
- 王　傑 - 忘記背叛
- 陳見飛 - 不死鳥
- 陳思慧 - 我的第一次
- 陳慧珊 - 愛得起
- 鄭秀文 - 玻璃鞋
- 蕭正楠 - 分手前最後一句話
- 蕭正楠 - 正男友（鄺志豪合填）

### 2003年（3首）
- 王　蓉 - 我不是黃蓉（與王蓉合填）
- 馮寶寶、胡美儀 - 心甘情願
- 蕭正楠 - 放膽（蕭正楠合填）

### 2004年（3首）
- 女生宿舍 - 換個話題
- 王　蓉 - 有時候寂寞
- 廖雋嘉 - 我不怕輸（與廖雋嘉合填）

### 2005年（6首）
- 王　蓉 - 哎呀（與王蓉合填）
- 王　蓉 - 天下無敵
- 廖雋嘉 - 等等等等（與廖雋嘉合填）
- 廖雋嘉 - Hey John（與廖雋嘉合填）
- 廖雋嘉 - 哭什麼（與廖雋嘉合填）
- 廖雋嘉 - 哭泣的新聞（與廖雋嘉合填）

### 2007年（1首）
- 黄晓明 - I'm Coming

### 2009年（1首）
- J Twins - My Dear Friend（與NaNa合填）
- 莫鎮賢 - 夜獸

### 2010年（2首）
- 張繼聰 - 千尺浪
- 關心妍 - 令我死心

### 2011年（7首）
- 許廷鏗 - 殘忍
- 許廷鏗 - Be My Love
- 許廷鏗 - 他不好
- 鄭欣宜 - 半份關心
- 鄭欣宜 - 渺小（與張美賢合填）
- 鄭欣宜 - 上心
- 鄭欣宜 - 無權愛我

### 2012年（6首）
- 江若琳 - 你給我力量
- 江若琳 - 吉光片羽
- 吳若希 - 第一天失戀
- 許廷鏗 - 算了吧
- 陳法拉 - 贖罪
- 陳法拉 - 想不想

### 2013年（3首）
- 樂　瞳 - 愛的魔法
- 鄭欣宜 - 失戀
- 方　文 - 忘記

### 2014年（2首）
- AGA Feat. Gin Lee - 一加一（劇場版）（獨白：陳奕迅）
- 李蕙敏 - 記得

### 2015年（2首）
- Supper Moment - 晚餐
- 李蕙敏、林曉培、丁　悅 - 女人本能

### 2016年（1首）
- 周柏豪、陳柏宇、洪卓立、許廷鏗 - 原力 (Power Your Life)

### 2017年（2首）
- Twins - 有約
- 蔡卓妍、周柏豪 - 請你愛我

### 2018年（1首）
- Supper Moment、Gin Lee - 分享的勝利

### 2021年（5首）
- 《青春本我》主要演員 - 快啲快啲（與彭嘉維合填）
- 何晉樂、冼靖峰 - 青春本我（與Andy Schaub、文凱婷、何晉樂合填）
- 許靖韻 - Will You?（與J.Arie合填）
- 鍾柔美 - 傻人（與冼靖峰合填）
- 文凱婷、潘靜文、詹天文、鍾柔美、林君蓮 - 自我推介（I Me Mine Myself）

### 2022年（2首）
- 王祖藍 - 給我1天
- 姚焯菲 - 靈魂伴侶（與何晉樂合填）

## 電視節目主持
- 1999年 《剎那時空》
- 1999年 《都會創意》
- 1999年 《文化空間》

## 電台節目主持
- 《成人知己》
- 《一夜情》
- 《瘋Show快活人》
- 《開心看天下》（2000年10月）
- 《向左扭　向右扭》（2003年5月至2004年）
- 《敏感時刻》（2013年4月1日至2021年4月30日）

## 電影

### 編劇
- 《青春火花》
- 《香江花月夜》
- 《呆佬拜壽》
- 《喜劇之王》
- 《少林足球》
- 《嫁個有錢人》
- 《愛情敏感地帶》
- 《大丈夫》
- 《師奶唔易做》
- 《魔方宅男》(短片)
- 《死神傻了》
- 《生炒糯米飯》(短片)
- 《長江7號愛地球》
- 《葉問前傳》
- 《競雄女俠-秋瑾》
- 《葉問：終極一戰》
- 《閨蜜》
- 《雛妓》
- 《選老頂》
- 《兇手還未睡》
- 《失眠》
- 《拆彈專家》
- 《原諒他77次》
- 《空手道》
- 《黃金兄弟》
- 《洩密者》
- 《翠絲》
- 《掃毒2天地對決》
- 《感動她77次》
- 《拆彈專家2》
- 《給我1天》
- 《海關戰線》

### 導演
- 《給我1天》

## 電視劇

### 導演
- 2021年：《青春本我》

### 編審
- 2021年：《太平紋身店》
- 2021年：《青春本我》

## 口述影像電影
| 年份 | 口述影像電影        | 團隊                                      | 主辦/製作機構                                     |
| ---- | ------------------- | ----------------------------------------- | ------------------------------------------------- |
| 2013 | 《葉問 : 終極一戰》 | 口述員 :李敏 / 編稿 : 李敏 韋莫森         | 香港盲人輔導會                                    |
| 2014 | 《少林足球》        | 口述員 :李敏 / 編稿 : 李敏 鄭秀嫻         | 香港電台數碼35台 - 光影無限Like                   |
| 2014 | 《 高舉愛》         | 口述員 :李敏 / 編稿 : 李敏 鄭秀嫻         | 香港電台數碼35台 - 光影無限Like                   |
| 2015 | 《衝鋒車》          | 口述員 :李敏 / 編稿 : 李敏 鄭秀嫻         | 香港盲人輔導會 / 尖東獅子會                       |
| 2015 | 《猛龍過江》        | 口述員 :李敏 / 編稿 : 李敏 鄭秀嫻         | 香港電台數碼35台 - 光影無限Like - 向李小龍致敬    |
| 2016 | 《華麗上班族》      | 口述員 : 司勳 / 編稿 :鄭秀嫻 / 審稿 :李敏 | 香港盲人輔導會 /第四十屆香港國際電影節 (延伸活動) |
| 2016 | 《胭脂扣》          | 口述員 :李敏 / 編稿 : 李敏 鄭秀嫻         | 香港電台數碼35台 - 光影無限Like - 向張國榮致敬    |
| 2016 | 《危城》            | 口述員 (粤語) :李敏 / 編稿 : 李敏 鄭秀嫻  | 香港盲人輔導會                                    |

## 外部連結
- 李敏在豆瓣上的资料（简体中文）
- 李敏在互联网电影资料库（IMDb）上的資料（英文）
- 李敏的Facebook專頁
- 李敏的Instagram帳戶
- 給你一個敏
- 神秘谷高校圖書館部落格 （页面存档备份，存于）